# Andrew Woolfolk
Andrew Woolfolk, né le 11 octobre 1950 à San Antonio (Texas) et mort le 24 avril 2022 à Aurora (Colorado), est un saxophoniste américain. 
Il a été longtemps membre du groupe Earth, Wind and Fire de 1973 à 1985, puis de 1987 à 1993. Il a également collaboré avec des artistes tels que Deniece Williams, Stanley Turrentine, Phil Collins, Philip Bailey et les groupes Twennynine et Level 42,.

## Biographie
Andrew Paul Woolfolk II est né le 11 octobre 1950. Il a étudié à l'East High School de Denver, dans le Colorado. En 1972, il rejoint le groupe Earth, Wind and Fire en tant que saxophoniste et en devient un membre de longue date. Woolfolk a été intronisé au Rock and Roll Hall of Fame en tant que membre d'Earth, Wind & Fire en 2000. En 2017, Woolfolk a été intronisé au Colorado Music Hall of Fame.
Le 24 avril 2022, Andrew Woolfolk décède à l'âge de 71 ans des suites d'une longue maladie,.